# Homoporus isosomatis
Homoporus isosomatis är en stekelart som först beskrevs av William Harris Ashmead 1904.  Homoporus isosomatis ingår i släktet Homoporus och familjen puppglanssteklar. Inga underarter finns listade i Catalogue of Life.